# Leštiny
Leštiny (Hongaars: Lestin) is een Slowaakse gemeente in de regio Žilina, en maakt deel uit van het district Dolný Kubín.
Leštiny telt 225 inwoners.